# Herihor

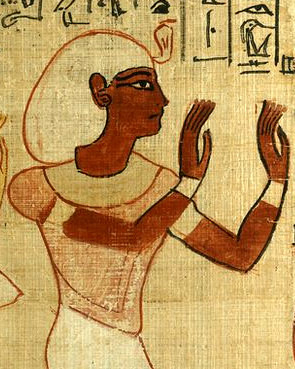
Herihor

Herihor fou un militar egipci, del temps de Ramsès XI. Era d'origen libi i va aconseguir arribar a una posició destacada. Va utilitzar l'exèrcit per mantenir l'orde en el regnat de Ramsès XI i finalment fou l'encarregat d'expulsar a Paneshy, el virrei de Núbia que dominava Tebes, cap al sud.
Llavors va esdevenir tant poderós que es va formar un triumvirat en el qual van participar Herihor, nomenat gran sacerdot d'Amon i amb control de l'Alt Egipte, i Esmendes, un poderós governador de Tanis, que controlava el Delta. Estava casat amb Nodjmet que se suposa que era la germana (o filla) de Ramsès XI. Herihor va agafar el títol reial a la zona de Tebes, però reconeixent a Ramsès XI, i va morir almenys dos anys abans que el faraó. Va governar uns sis anys (vers 1080 - 1074 aC).
Generalment es considerava que el seu successor fou el seu gendre Piankh o Piankhi però darrerament ha sorgit la teoria que en realitat Herihor era gendre i successor de Piankh.

## Nota
1. ↑  Karl Jansen-Winkeln, Das Ende des Neuen Reiches, ZAS 119 (1992), pp.22-37